# Australian News and Information Bureau
Das Australian News and Information Bureau (ANIB) war eine australische Regierungsbehörde zur Verbreitung von Informationen über Australien. Zunächst lag der Fokus des ANIB hauptsächlich auf den USA und auf Großbritannien. Ab 1950 kamen inneraustralische Aufgaben hinzu.

## Geschichte
Bereits im Jahr nach der Gründung des australischen Informationsministeriums 1939 gab es Bestrebungen, eine Abteilung für Informationen an andere Länder zu gründen, das Australian News and Information Bureau (ANIB). Die erste Niederlassung wurde am 15. Februar in New York eröffnet. Die Leitung der Niederlassung, und damit des gesamten Australian News and Information Bureau, wurde David Bailey, bis dahin der Vertreter der Australian Associated Press in New York, übertragen. Die Aufgaben waren nicht sehr genau umrissen. Er sollte so viel Publicity für Australien wie möglich machen, und das mit allen Mitteln. Allerdings durfte das Ergebnis nicht wie Propaganda wirken. So bot die Niederlassung 1944 38 australische Filme zum Verleih oder Verkauf an, organisierte 115 Vorträge, 43 Bilderausstellungen und viele Pressekonferenzen. Zudem sorgte es für die Ausstrahlung australischer Radioprogramme in den USA, verteilte 25.000 Bilder und lieferte Texte für Zeitungen, Magazine und Journale. Außerdem beantwortete die Niederlassung in dieser Zeit über 33.000 Anfragen.
Die Niederlassung wurde in den USA unter anderem als Quelle für australische Filme wahrgenommen. So gewann das ANIB als Institution bei der Oscarverleihung 1943 einen Oscar in der Kategorie Bester Dokumentarfilm für den Film Kokoda Front Line!. Der Preis wurde von dem australischen Regisseur John Farrow angenommen, der zu dieser Zeit in der Royal Canadian Navy diente. Eine weitere Nominierung gab es bei der Oscarverleihung 1948 in der Kategorie Bester Dokumentarkurzfilm für  School in the Mailbox.
Gegen Ende des Zweiten Weltkrieges begann das ANIB, weitere Niederlassungen zu gründen, so 1944 in London und 1945 in San Francisco. Ab Juli 1945 wurde das Werben um Immigranten ein wichtiges Thema des ANIB.
1949 gewann die Liberal Party of Australia die australischen Wahlen. Wie im Wahlkampf versprochen, wurde das ungeliebte Informationsministerium abgeschafft. Das ANIB wurde dem Innenministerium angegliedert. Dabei übernahm es mehrere Funktionen des früheren Informationsministeriums wie die Film-, die Kino- und die Fotoabteilung. Zudem übernahm es Aufgaben in der Informationsverteilung. Da das ANIB nunmehr auch inneraustralische Aufgaben hatte, entstanden Niederlassungen in Australien, wie zum Beispiel in Canberra und Melbourne. Das ANIB produzierte nun Filme, Artikel und Radiomanuskripte, die sowohl innerhalb als auch außerhalb Australiens verbreitet wurden. Insbesondere produzierte das ANIB eine riesige Sammlung an Bildern, die nun im Nationalarchiv Australiens aufbewahrt werden.
Ende 1972 wurde das ANIB dem neu geschaffenen Medienministerium zugeordnet. Wenig später wurde das ANIB in Australian Information Service umbenannt. Der nicht-australische Teil wurde dabei aufgegeben. Zu diesem Zeitpunkt hatte es mehrere Niederlassungen in den USA, Kanada, Indien, Ostasien und Europa, darunter eine in Bad Godesberg. Nach weiteren Umorganisierungen und Umbenennungen wurde es 1996 aufgelöst.